# برايان دبليو. ستيوارت
برايان دبليو. ستيوارت (بالإنجليزية: Brian W. Stewart)‏ هو سياسي أمريكي، ولد في 25 أكتوبر 1957 في فري بورت في الولايات المتحدة. حزبياً، نشط في الحزب الجمهوري. وقد انتخب عضو مجلس نواب إلينوي.

## وصلات خارجية
- الموقع الرسمي